# سيرجيو رويز ألونسو
سيرجيو رويز ألونسو (بالإسبانية: Sergio Ruiz Alonso)‏ هو لاعب كرة قدم إسباني، ولد في 16 ديسمبر 1994 في إل أستيريلو في إسبانيا. لعب مع راسينغ سانتاندير.

## روابط خارجية
- سيرجيو رويز ألونسو على موقع الدوري الأمريكي (الإنجليزية)
- سيرجيو رويز ألونسو على موقع قاعدة بيانات كرة القدم.إي يو (الإنجليزية)
- سيرجيو رويز ألونسو على موقع Soccerway.com (الإنجليزية)
- سيرجيو رويز ألونسو على موقع AS.com (الإسبانية)